# Лабіринт (фільм, 1986)
«Лабіринт» (англ. Labyrinth) — фантастичний фільм 1986 року американського режисера Джима Генсона (автор «Маппет-шоу») за оригінальною ідеєю Браєна Фрауда, спродюсований Джорджем Лукасом. Одинадцята повнометражна картина Lucasfilm. Фільм розповідає про юну дівчину Сару (Дженніфер Коннеллі), яка вирушила в подорож дивним світом-лабіринтом, щоб врятувати свого брата від короля гоблінів Джарета (Девід Бові). У сюжеті явно простежується вплив таких відомих казок як «Аліса в країні чудес» і «Чарівник країни Оз» («Чарівник Смарагдового міста»).
У рік випуску фільм з'явився на кіноекранах дванадцяти країн, був досить холодно зустрітий критикою і провалився в прокаті, але все ж був популярним і ліг в основу багатьох книг, коміксів, кліпів та ігор. У період з 2006 до 2010 рік Tokyopop опублікувала чотиритомний сиквел коміксів «Повернення до лабіринту». У 1987 році фільм номінувався на низку премій, однак не отримав жодної з них. Фільм «Лабіринт» — остання робота режисера Джима Генсона, який помер у 1990 році.

## Сюжет
Сова-сипуха прилітає в міський парк, де спостерігає, як 15-річна Сара Вільямс репетирує монолог з книги «Лабіринт», в якій молода дівчина, пройшовши через безліч небезпек, дійшла до Міста Гоблінів, щоб вимагати у Короля Гоблінів повернути їй дитину, яку він забрав у неї. Сара ніяк не може запам'ятати останню репліку монологу, після чого виявляє, що запізнюється додому.
В будинку мачуха Сари, яку та не переносить, просить її посидіти з молодшим зведеним братом Тобі, поки вони з батьком будуть відсутні. Сара знехотя погоджується, але після відходу батьків виявляє, що хтось забрав з полиці з іграшками ведмедика Ланселота, поклавши його в кімнату до Тобі, і злиться. Від цього Тобі починає плакати і Сара, щоб заспокоїти його, починає розповідати дитині казку з тієї книги. У ній головна героїня теж змушена няньчитися з нелюбом-зведеним братом, якого вона ніяк не може заспокоїти. Проте, Король Гоблінів, який закохався в дівчину, таємно дарував їй особливу силу: якщо дівчина виголосить правильні слова, то гобліни заберуть її брата. Виходячи з кімнати і зневірившись заспокоїти Тобі, Сара вимовляє ці слова, після чого дитина зникає, а у вікно вривається сипуха, яка перетворюється на Джарета — короля гоблінів. Сара лякається, просить повернути брата. Джарет заперечує, але потім переносить Сару на гору, звідки відкривається вид на його королівство. Він повідомляє Сарі, що у неї є 13 годин, щоб дійти до замку, або ж її брат перетвориться у гобліна, і залишає дівчину одну.
Біля стін Лабіринту Сара зустрічає карлика-гобліна Хогла, який після правильно заданого питання показує Сарі вхід в Лабіринт. У Лабіринті Сара спочатку довго йде по довгому, уявному нескінченному коридору, який тягнеться в обидві сторони. Вона вже впадає у відчай, коли бачить сидячого на стіні черв'яка Вільяма. Сара запитує його: «Як мені пройти Лабіринт?», маючи на увазі «Як мені вийти до центру Лабіринту?». Черв'як, згідно питання, показує їй дорогу всередину Лабіринту, але відмовляє йти ліворуч. Коли вона йде праворуч, він зауважує: «Адже так вона відразу потрапила б до замку». Тим часом, в Замку Гоблінів Тобі, оточений гоблінами, плаче, але Джарет з допомогою магічного танцю і пісні заспокоює дитину.
Сара бродить Лабіринтом, намагається залишати за собою позначки губною помадою, але маленький гоблін за її спиною весь час змінює напрямок стрілок, або взагалі перевертає плитки з мітками. Крім того, коли Сара зупиняється, з'ясовується, що як мінімум один з тупиків весь час переміщується. Напроти цього глухого кута вона бачить двоє дверей з вартовими, схожими на гральні карти, червону і синю. Одна з них весь час бреше, інша говорить правду; Сара вирішує класичну логічну загадку, бо одна з дверей веде до замку, а інша до загибелі, але помиляється і, пройшовши за двері, падає кудись вниз. Дорогою вниз її ловлять Руки Допомоги. Вони питають, чи хоче вона вгору або вниз; Сара вибирає вниз, і виявляється десь у темряві, в якій зустрічає Хогла. Він пояснює Сарі, що вона потрапила в один з Тупиків Забуття — місце, звідки неможливо вибратися, але він знає дорогу і згоден вивести її до початку Лабіринту. Сара просить його вивести її до замку, а не до початку. У підсумку Хогл погоджується, але, вийшовши, вони зустрічають Джарета. Джарет запитує Хогла, чому той допомагає Сарі замість того, щоб вивести її до початку Лабіринту. Той виправдовується, і Джарет загрожує йому Болотом Вічного Смороду. Король питає Сару, як їй його Лабіринт; Сара, намагаючись утвердитися, відповідає, що «пара дрібниць». Тоді Джарет переводить годинник на 3 години вперед, ускладнюючи завдання, і викликає систему з обертовими ножами, круглу, як і коридор, без зазору між ножами і стіною, від якої Сара з Хоглом ледь рятуються.
Хогл знаходить вихід в один із садів Лабіринту. Вони зустрічають гобліна-мудреця з пташиним капелюхом і недовго розмовляють з ним, при цьому Сара в процесі розмови називає карлика іншому. Втім, коли вони пішовши від мудреця (від якого так і не почули нічого корисного), чують рев, Хогл боягузливо тікає. Дівчина зустрічає піймане в пастку велике кошлате чудовисько, і з допомогою дрібних камінчиків рятує його. Чудовисько трохи вміє говорити, представляється як Людо. Разом вони доходять до двох дверей, на яких розташовані дверні молотки-кільця. Один з них погано чує, інший — не може чітко говорити через кільця. Сара, дізнавшись, за яку з дверей їй треба, проходить. Джарет спостерігає за Сарою через кришталеву кулю і невдоволено зауважує, що вона вже занадто далеко пройшла. Дивлячись на Тобі, він повідомляє, що назве його Джаретом, адже у хлопчика такі ж, як у нього, очі.
Сара і Людо, пройшовши за двері, потрапляють в якесь сире і темне місце, і Людо раптом провалюється кудись вниз. Сара кричить, просить допомогти їй. Цей крик чує Хогл, кидається допомогти, але тут же стикається з Джаретом, який перетворює кришталеву кулю в персик і, знову пригрозивши Болотом Вічного Смороду (особливо якщо Сара поцілує Хогла), наказує Хоглу змусити Сару його надкусити. Тим часом, Сара зустрічає дику Банду Рудих. Ті веселяться й співають, але в підсумку хочуть, щоб вона так само, як і вони, відкрутила собі що-небудь. Сара рятується від них завдяки Хоглу; після поцілунку з вдячності вони скочуються в підземний хід, що веде до болота вічного смороду, сморід від якого ніколи не відмивається. Тут же друзі знаходять Людо.
Вони хочуть вибратися, але на мосту, що веде до виходу, їх зустрічає сер Дідимус. Він присягнувся, що ніхто не пройде мостом без його дозволу, і хоробро б'ється з Людо, попри різницю в розмірах. У підсумку він захоплюється суперником, Сара питає дозволу, і Дідимус дозволяє пройти по мосту. Більше того, він сам вирушає до замку короля гоблінів, бо, за своїм кодексом честі, зобов'язаний захистити дівчину. Міст при проході Сари через нього валиться; Сара ледь тримається на звисаючій зверху гілці. З'ясовується, що Людо ревом може закликати камені. Він підіймає камені з болота, і всі проходять по них, включаючи врятовану Сару. Хогл хоче викинути персик в болото, але йому це не вдається, і карлик все-таки дає його Сарі. Та кусає і провалюється в сон, де бачить себе на розкішному балу в оточенні людей в гротескних масках. Серед них Джарет, з яким вона танцює, але в якийсь момент бачить годинник, що показує північ. Вона згадує щось, відштовхує Джарета, підбігає до краю кімнати і бачить велику дзеркальну стіну. Сара розбиває її, після чого сон-дурман валиться, і дівчина приходить у себе на якомусь смітнику, але з повною втратою пам'яті. Десь недалеко від неї біля вогнища сидить Хогл і картає себе за свій вчинок.
Сара зустрічає Сміттярку, яка відводить дівчину в місце, дуже схоже на її кімнату. Хоча вона говорить Сарі, що те, що вона забула — це її іграшки та інші речі, але Сара, в кінцевому підсумку, все згадує, після чого стіни кімнати руйнуються і Сара зустрічається з Людо, сером Дідимусом і його псом Амброзіусом. Разом друзі доходять до Міста Гоблінів. Сара з товаришами проходять за ворота, за якими на них нападає великий залізний чоловік з сокирою — Хумунгус. Зверху на нього стрибає Хогл, викидає з Хумунгуса гобліна, що ним управляє, сам намагається щось зробити, але ламає робота. Сара прощає Хогла. Залишилося 12 хвилин; друзі входять у місто. В цей час гоблін-командувач доповідає обстановку Джарету, той наказує зупинити їх. Замкнувшись у будівлі, герої обороняються від гоблінів до тих пір, поки Людо не закликає камені, які допомагають перемогти гоблінів. Сара входить в замок, але просить друзів залишитися назовні, бо вона повинна зустрітися з Джаретом одна.
Вона потрапляє у дивну кімнату, заповнену хитрозробленими по всіх поверхнях сходами. На одних сходах сидить Тобі, на інших стоїть Джарет. Поки Сара, бігаючи незліченними сходами, намагається дістатися до брата (але він щоразу змінює своє місце розташування), Джарет, спостерігаючи за цим, співає пісню, в якій признається Сарі в своїх почуттях до неї (і в той же час звинувачує її в тому, що вона «перевернула світ»). Нарешті, Сара стикається з Джаретом один на один. Джарет нагадує їй, що все, що він робив, він робив для неї (забрав дитину, коли це було їй потрібно, зупинив час). Він просить її залишитися з ним і дозволити йому керувати нею (тоді, за його словами, «він стане її рабом»). У відповідь Сара починає цитувати той самий монолог, знову забуває фінальну фразу, але все ж згадує її.
Лабіринт руйнується, а Джарет обертається в сипуху і вилітає у вікно вітальні, де Сара несподівано з'являється. Вона пересвідчується, що Тобі спокійно спить у своєму ліжечку, і віддає йому ведмедика. Пізніше, сидячи в своїй кімнаті, вона чує, як повернулись батьки. Дивлячись у дзеркало на її столику, дівчина бачить Людо, сера Дідимуса і Хогла, які прощаються з нею. Сара говорить, що хоча вона не може цього зрозуміти, але їй хочеться, щоб вони залишилися з нею; моментально її кімната перетворюється на веселу вечірку, на якій присутні безліч гоблінів. З дерева з вікна за ними спостерігає сипуха, яка потім відлітає.

## Дійові особи
- Сара Вільямс (Sarah Williams; Дженніфер Коннеллі) — юна дівчинка, яка любить іграшки, косметику та чарівні казки. Попри свою юність, виявляється здатна протистояти волі Джарета — короля гоблінів — і пройти всі випробування на своєму шляху[3].
- Джарет (Jareth; Девід Бові) — король гоблінів, таємно закоханий у Сару. Високий блондин із гарною поставою, ходить зі стеком і кришталевими кулями, за допомогою яких творить свою магію. Уміє перетворюватися на білу сову. Фігурка Джарета стоїть на столі Сари, праворуч від дзеркала, а на дзеркалі висить фотографія її матері з Девідом Бові. Зачіска актора увійшла в десятку найкращих зачісок фільмів за версією The Contentenders, причому зайняла в цьому рейтингу 2-е місце[4].
- Тобі Вільямс (Toby Williams; Тобі Фроуд) — єдинокровний (рідний за батьком) брат Сари. Його мати — Ірен Вільямс (мати Сари, першу дружину її батька звали Лінда Вільямс (Linda Williams). Лінду Вільямс у фільмі видно тільки на фотографіях у кімнаті Сари).
- Ірен Вільямс (Irene Williams; Шеллі Томпсон) — мачуха Сари. У фільмі її ім'я не називається; ім'я отримала в 2006-му році, коли вийшла манга «Повернення в Лабіринт». Вона вкрай делікатна, любить порядок, лає Сару, яка огризається на неї.
- Роберт Вільямс (Robert Williams; Крістофер Малькольм) — батько Сари і Тобі, чоловік Ірен. Його ім'я відоме з новели, у фільмі особливої ролі не грає.
- Хогл (Hoggle; Шеррі Вейзер, голос — Брайан Хенсон) — кульгавий боягузливий гоблін-карлик, який працює на Джарета. Любить прикраси. Джарет і спочатку Сара неправильно вимовляють його ім'я. В кімнаті Сари біля книг є іграшка Хогл.
- Людо (Ludo; Роб Міллс, Рон Міллер, голос — Рон Мьюек) — сором'язливе кошлате коричневе велике чудовисько, одного разу в діалозі називається «єті». Не дуже добре говорить (у фільмі всього кілька реплік: «Людо є друг», «У Людо є брат», «Смердить», «Камені — друзі»). Як лялька сидить у Сари в кімнаті біля вікна.
- Сер Дідимус (Sir Didymus; Дейв Гельц, Девід Алан Барклай, голос — Девід Шогнессі) — невеликий, схожий на собаку чи лисицю, гоблін, охороняє міст-вихід з Болота Вічного Смороду. Відважний лицар-забіяка, їздить на боягузливій пастушій собаці Амброзіусі (Ambrosius; схожий на пса Сари, Мерліна; в історіях Мері Стюарт про лицарів короля Артура чарівника звуть Мерлін Амброзіус; озвучує Персі Едвардс), прикрашеній майже лицарською попоною. Як іграшка сидить у Сари на полиці.
- Черв'як Вільям (William the Worm; голос — Карен Прелл, Тімоті Бейтсон) — маленький синій черв'як-гоблін з яскравим червоним шарфом і трьома синіми чубчиками на голові, зустрівся Сарі в Лабіринті. Живе в стіні першого проходу Лабіринтом.
- Мудрець (The Wiseman; голос — Френк Оз, Майкл Хордерн) і його капелюх (The Wiseman's Bird Hat; голос — Дейв Гельц) — гоблін, який підказує Сарі загадку про те, як їй пройти Лабіринт. Він сперечається зі своїм власним птахом-капелюхом; особливого значення епізод у фільмі не має, це лише комічна врізка.
- Сміттярка (Карен Прелл, голос Денніс Брайер) — гоблінка Агна, що носить на собі всякий непотріб, зустрічається Сарі на смітнику, на якій та виявляється після балу-міражу.
- Гоблін-командувач (Ворвік Девіс) — гоблін з великими вусами, організував за наказом Джарета битву в Місті Гоблінів.
- Чотири стража (голоси — Стів Вітмір, Кевін Клаш, Ентоні Есбурі, Дейв Гельц) — червона і синя двоголові картки, що зустрілися Сарі дорогою в Лабіринт.
- Дверні молотки (голоси — Роберт Біатті (правий) і Дейв Гельц (лівий)). Два дверних молотка з кільцями; біля правого кільце тримається, вставлене в вуха, тому він майже нічого не чує, лівий тримає кільце у роті, тому не може виразно говорити. Сара виймає кільце, щоб дізнатися у нього дорогу, а потім змушує взяти назад, щоб постукати в двері.
- Банда Рудих, Фейрі (голоси — Кевін Клаш, Чарльз Авгінс, Денні Джонн-Джульс, Річард Бодкін) — компанія буйних червоних гоблінів, що танцюють, співають, кидаються частинами власного тіла, яке легко розбирається і збирається назад. Фейрі в числі інших гоблінів святкують в кінці фільму в кімнаті у Сари, у неї є іграшка-фейрі (з ґудзиками замість очей).
- Хумунгус — величезний залізний робот, який охороняє місто гоблінів.
- Лишайник — жовтувата рослина на ніжках з очима. Росте на стінах Лабіринту, щось бурмоче.
- Камені-балакуни — камені, обтесані так, щоб бути схожими на людські особи, розташовані на правильних шляхах до центру Лабіринту і переконують, що подорожній іде не тією дорогою. Розуміють, що брешуть, відчувають на цей рахунок невеликі докори сумління, але все ж раді робити свою роботу.
- Руки допомоги — сині гобліни, що живуть на стінах як мінімум над одним з Тупиків Забуття. Групуючись один з одним, утворюють подібності осіб, можуть за допомогою цього спілкуватися.
- Кусючі феї (Наталі Фінланд) — маленькі агресивні піксі. Вперше зустрічаються на початку Лабіринту, де з допомогою аерозолю їх знищує Hogle.
- Інші гобліни: переставляючий за Сарою плитки з позначками дороги гоблін, танцюристи і воїни, гобліни, які вкрали Тобі, чистильники (до речі, на стіні кімнати Сари висить зображення механізму, схожого на їх пристрій). У кожного з них є ім'я, яке можна дізнатися з книг Goblins Labyrinth of і The Goblin Companion: A field guide to goblins. Ось імена деяких з них: Квікер, Люрк, Бакарбобс Карнобіссіка, Бубл, Сквік, Пуг, Пілч, Фоддер, Понго, Худобу, Боїнг, Снік, Скуїлл, Кандлевік, Зітці, Гіббергейст, Амам Ферругінус, Трісоп, Фролоу, Бек, Кол, Фаустус, Хортенц.
- Танцюристи з Бального Залу (The Ballroom Dancers) — істоти, яких Сара зустрічає всередині Кулі в своєму сні-дурмані. Виглядають, як люди, одягнені на гротескному маскараді, і в той же час можуть бути просто ілюзією, створеною Джаретом. Їх особу протягом фільму так жодного разу і не розкривають, тому можна лише припустити, що це або гобліни (про це свідчить той факт, що вони носять маски, схожі на гоблінів і ведуть себе більшою частиною, як гобліни), що зображують людей, або (виходячи з фінального діалогу між Сарою і Джаретом) — ті, хто, вступивши в Лабіринт, в підсумку прийняли пропозицію Джарета і дозволили йому керувати ними.
- Декілька другорядних персонажів (Чотири Стражники, Firey 1 і 4, Амброзій) озвучили майбутні зірки «Вулиці Сезам» Кевін Клеш і Стів Вітмайр.

## Історія створення
Прем'єра фільму відбулася 27 червня 1986 року.
Ранню версію сценарію написав учасник «Монті Пайтон» Террі Джонс. Сама ідея належала Генсону, який написав новелу-основу на 90 сторінок, основним автором був Джонс (раніше вони вже працювали разом над сценарієм фільму «Ерік Вікінг»). Хенсон і Джонс почали придумувати історію з опрацювання персонажів, ґрунтуючись на малюнках Браєна Фрауда. Придумавши злісного Джарета — короля гоблінів, вони вирішили, що це має бути хтось знаменитий, хтось з рок-співаків: наприклад, Майкл Джексон, Девід Бові або Стінг. Опитування знайомих дало одноголосну відповідь, що це має бути Бові.
Дещо від цього сценарію збереглося в фільмі: наприклад, уривок, в якому Сара з'їдає отруєний персик.
У підсумковому варіанті сценарію відмовилися від двох принципів Джонса: король гоблінів у його версії не співав, а глядачі бачили центр Лабіринту тільки тоді, коли Сара доходила до нього; це задумано для того, щоб королівство залишалося більш загадковим. Крім того, сміттярка за цим сценарієм була лише маріонеткою, керованою Джаретом, Сара у фіналі била Джарета, після чого він всихав і перетворювався на маленького гобліна, а брата Сари звали Фредді (так як актор-немовля не відгукувався на чуже ім'я, його в підсумку залишили справжнім).
Загалом сценарій писався Джимом Генсоном у співавторстві з дитячим письменником Деннісом Лі.
Бові отримав сценарій під час туру 1983 року, в США. Йому з самого початку сподобалася ідея, і він брав активну участь у створенні фільму, і як актор, і як музикант. Зокрема він брав участь у журі Відкритого конкурсу талантів, в рамках якого проходив кастинг на роль Сари. Спочатку віковий ценз на ньому був 18-19 років, але потрібну кандидатуру вибрати ніяк не могли. Тоді планку знизили на 2 роки; за словами режисера, коли Дженніфер тільки увійшла до журі, стало ясно, що вона — ідеальна кандидатура на роль Сари. Крім усього іншого, Дженніфер Коннеллі виявилася прихильницею пісень Бові, якому вона нагадувала юну Елізабет Тейлор; вони легко спрацювались.
Продюсувати фільм запросили на той момент вже відомого після «Зоряних війн» Джорджа Лукаса.
Фільм провалився в прокаті, зібравши у США лише 12 млн доларів при бюджеті в 25 млн доларів, однак це не завадило йому стати культовим через роки.

### Місця знімання
Весь Лабіринт побудований і знятий на британській студії «Elstree Studios» в Гартфордширі. Вступна сцена знімалася на півночі Лондона в лісопарку Хемпстед-Хіт. Наступні кадри, де Сара біжить під дощем по вулицях, знімалися в передмісті Нью-Йорка Аппер Нейк. Сцени в будинку Вільямсів теж знімалися в декораціях, а для сцен зовні було побудовано лише ґанок.

### Сцени
Крім безлічі спецефектів і першої в кіно спроби реалістичної анімації, виконаної за допомогою комп'ютерних спецефектів, (сова в титрах) магія у фільмі реалізовувалася і «наживо». Наприклад, без застосування спеціальних операторських прийомів і візуальних ефектів знімалися кадри фільму, в яких Джарет жонглює кулями кристалів. Просто жонглює ними не Девід Бові, а професіонал Майкл Мошен, що знаходиться за його спиною. Причому Мошену для цього довелося навчитися жонглювати «наосліп».
Декорація лабіринту зі сходів, в який потрапляє Сара, прийшовши в замок Джарета, зроблена по картині Ешера «Відносність». Ця картина висить в кімнаті героїні. Сцени в цій декорації знімалися з використанням спеціальних технічних пристосувань і каскадера, загримованого під Бові, і саме цей епізод через свою складність був найретельніше опрацьований в розкадровці. Сцена, коли кинута Джаретом кришталева куля потрапляє в руки Тобі, змонтована з допомогою зворотної зйомки.
Примітна також сцена балу в фантазії-дурману Сари. Це єдина масова сцена фільму, в якій не присутня жодна лялька; при цьому творці фільму прагнули показати, що всі присутні персонажі насправді є гоблінами, лише грають у людей; з цією метою були розроблені костюми і маски. Для постановки хореографії була запрошена Шеріл (Гейтс) Макфедден (Gates McFadden). Сама Дженніфер раніше ніколи не танцювала, тому їй довелося брати уроки танців; втім, з технічних причин простір був обмежений, і вони з Бові не змогли широко вальсувати.

### Ляльки
Значну частину ролей у фільмі зіграли ляльки-маріонетки або ж ляльки, керовані людьми зсередини. Наприклад, у зніманні сцени «The Dance Magic» брало участь 45 ляльок, 53 ляльководи (як одягнені в костюми гоблінів, так і керуючих ними з відстані), дитина, Бові і 5 метушливих курок. При цьому дітям просто сказали бігати й стрибати, як їм хочеться, до деяких прив'язали нитки, щоб виходили стрибки вище, для постановки пластики Бові запросили Чарльза Оуенса, який приніс в постановку вібруючу динаміку в негритянському стилі. Найскладнішою частиною постановки виявилася робота з Тобі, бо він вередував, і у нього складно було викликати потрібний вираз обличчя.
Кожна з ляльок створювалася спеціально для фільму, з урахуванням виконавчої ролі. На створення всього необхідного для руху тіл, голів та інших частин тіл ляльок знадобилося більше року, але все зводилося воєдино в останні кілька тижнів перед початком зйомок. Багатьом акторам довелося тренуватися, щоб скоординовано керувати персонажами: наприклад, для створення міміки Хогла було створено 18 моторчиків, ними з допомогою радіо управляли 4 людини, які мали стежити за тим, щоб їх дії призводили до єдиного реалістичного результату. Крім того, п'ятий чоловік сидів всередині. Лялька-Хогл деякий час після знімання фільму вважалася загубленою; її втратили в багажі аеропорту, а пізніше знайшов і купив як «Невпізнаний багаж» магазин, що знаходиться у місті Скоттсборо американського штату Алабама. Зараз вона виставляється там у музеї.
Для управління лялькою Людо треба було відразу два актора; на правому розі ляльки була розміщена маленька відеокамера, яка дозволяла їм бачити те, що відбувається навколо на розташованому всередині моніторі.
Тіло ляльки, величезного металевого робота висотою 15 футів, що захищає місто гоблінів, було зроблено з склопластику. Пересування ляльки здійснювалося шістьма людьми, і ще один керував іншими рухами.
Сцени з Бандою Рудих знято в абсолютно чорній оксамитовій кімнаті, з одягнутими в чорне ляльководами; окремо з тієї ж точки з такою ж швидкістю знімали фон, для того, щоб потім звести це в єдину сцену з допомогою спецефектів. Фейрі управлялися декількома способами: у деяких ноги кріпилися до ніг ляльководів, руки з допомогою палиць керувалися іншими лялькарями, іноді одною кожною окремою лялькою керувало 4 людини. Через різні способи керування у кожної ляльки вийшов свій власний стиль руху.

## Музика
Всі пісні, які звучать у фільмі, написані Девідом Бові спеціально для фільму і, окрім «Chilly Down», виконані його персонажем, Джаретом. «Chilly Down» виконує «Банда Рудих». Інструментальні теми написані композитором Тревором Джонсом.
- «Underground» (Бові й Джонс) — 3:21. Вступна мелодія, уривок; виконується під час вступних титрів і перших кадрів, коли Сара біжить додому під дощем. Музична тема фільму.
- «Into the Labyrinth» (Джонс) — 2:12. Супроводжує початок подорожі Сари Лабіринтом.
- «Magic Dance» (Бові) — 5:13. Пісня, яку співає Джарет з гоблінами для того, щоб розвеселити дитину, яка плаче. Власне, ця пісня про те, що дитина плаче, і його можна розвеселити магією, і краще всього підходить магія танців зі стрибками. Саундтрек, випущений в альбомі фільму, відрізняється по виконанню від того, що йшов у фільмі (за гоблінів підспівує сам Бові і гукання немовля теж зображує він, бо дитини в студії не було)[13]. Перший рядок пісні є натяком на діалог з фільму The Bachelor and the Bobby-Soxer.
- «Sarah» (Джонс) — 3:12. Інструментальна музика, що виконується при появі Людо.
- «Chilly Down» (Бові) — 3:46. Пісня тусовщиків-банди рудих про те, хто вони, що роблять.
- «Hallucination» (Джонс) — 3:02. Інструментальна музика, що передує наступному, грає, коли Сара вже відкусила персик, але ще не потрапила на бал. У фільмі звучить скорочений варіант, повний був випущений в альбомі.
- «As the World Falls Down» (Бові) — 4:51. Пісня, яка звучить, коли Сара відкушує отруєний персик, і потрапляє всередину кришталевої кулі, на бал, де багато чужих осіб. Складно сказати, чи показує Джарет цією піснею свою любов або дійсно просто тягне час, щоб Сара не встигла врятувати брата.
- «The Goblin Battle» (Джонс) — 3:31. Інструментальна музика, фон на час битви у Місті Гоблінів.
- «Within You» (Бові) — 3:30. Коли Сара потрапляє в ешеровську кімнату, де намагається потрапити в один простір зі своїм братом, щоб забрати його, Джарет починає співати про те, що пізніше говорить їй словами: все, що він робив, він робив для Сари; вона жорстока, а він не може жити без неї.
- «Thirteen O'clock» (Джонс) — 3:09. Фінал конфронтації; Сара каже потрібні слова, Джарет перетворюється на сову, чари руйнуються.
- «Home At Last» (Джонс) — 1:49. Інструментальна музика; Сара нарешті вдома. Звучать відгомони As the World Falls Down.
- «Underground» (Бові) — 5:57. Пісня про те, що ніхто не може докорити за втечу в якесь підземелля від чогось жорстокого. Титри.

Перший реліз альбому Labyrinth з саундтреком до фільму відбувся у квітні 1986 року.

## Твори, пов'язані з фільмом
Книги і комікси
- Браєн Фрауд (ілюстратор) і Террі Джонс випустили дві книги про гоблінів королівства Лабіринт: Goblins of Labyrinth і The Goblin Companion: A field guide to goblins. У книгах знаходиться безліч ілюстрацій та імена всіх гоблінів. The Goblin Companion — трохи менший за обсягом передрук першої книги, без повносторіночних ілюстрацій, але з цікавими історіями про гоблінів[15].
- Marvel Comics випустили книгу коміксів з трьох частин, намальовану по фільму, яка також була опублікована як один том під назвою Marvel Super Special"#40.
- Е. Ч. Г. Сміт (англ. Anthony Charles H. Smith) написав по фільму книгу Labyrinth: A Novel. Тепер[коли?] надруковано всього кілька дуже дорогих екземплярів (від 30 до 150 доларів США).
- Компанія Tokyopop у співпраці з The Jim Henson Company опублікували чотиритомну мангу під назвою Return to Labyrinth («Повернення в Лабіринт»). Перший том вийшов 8 серпня 2006 року. Він був написаний Джейком Т. Форбсом (Jake T. Forbes), ілюстрований Крісом, обкладинку створила Кою Сюрей[16] (яп. 珠黎皐夕 сюрей до: ю) Манга являє собою сиквел до фільму і оповідає про пригоди Тобі, вже п'ятнадцятирічного[17]. У жовтні 2007 року Tokyopop випустила другий том манги, Return to Labyrinth 2. Видавець Тім Бідл в епілозі анонсував, що серія, яка спочатку замислювалась як трилогія, буде складатися з чотирьох томів.

Фільми і кліпи
- У 1986 році вийшов документальний фільм «Inside the Labyrinth», що оповідає про процес знімання «Лабіринту».
- В одній із серій «Маппет Babies: Babes in Troyland (#6.15, Nice to Have Gnome You)»[18] (1989) ставить одного зі своїх персонажів, міс Піггі, в ситуацію Сари.
- «Underground» — Девід Бові зняв кліп на пісню з використанням образів фільму (кришталеві кулі, сміттярка, Hogle, Лабіринт).
- «Лабіринт» спародіювали в комедійному мультфільмі для дорослих Fat Guy Stuck in Internet в 109 епізоді, який має назву «Boogie, Baby, Boogie!».
- Пародія на «Лабіринт» також показана у 9 епізоді 15 сезону «Game Night» комедійного мультсеріалу Американський тато!

Ігри
У 1986 році компанія Lucasfilm Games розробила графічну пригодницьку комп'ютерну гру від третьої особи «Labyrinth: The Computer Game» для платформ Commodore 64, Apple II, MSX і NEC PC-8801. 1987 року в Японії вийшла гра в жанрі action-adventure Labyrinth для платформи Famicom, розроблена компанією Atlus.

## Критика
Критики зустріли фільм по-різному. Газета Chicago Tribune назвала його марною тратою таланту і грошей; San Francisco Chronicle визнала, що дорослим буде нудно, а дітям — страшно; журнал Time загалом дав позитивну оцінку, та зауважив, що творці фільму вірні традиціям мультфільмів Волта Діснея. Оглядач Chicago Sun Times Роджер Еберт висловив зауваження, що у фільмі недостатньо єдиний, не дуже осмислений сюжет, який розпадається на окремі сцени. До того ж ці сцени радше схожі на The Muppet Show, ніж на справжній фільм, особливо враховуючи перерви у сюжеті на виконання пісень. Втім, критики відзначають, що ляльки зроблені дуже якісно, а сам Джарет на їхньому фоні виглядає дуже контрастно (хоча роль зіграна прекрасно), а Дженніфер виглядає старше, ніж варто було б бути Сарі. Крім того, акторська гра Дженніфер влаштувала не всіх критиків: під час епізодів з нею навколишній світ сприймається як ляльковий через її не дуже серйозне ставлення до наявних загроз. Сара ніби завжди знає, що в будь-якому випадку впорається з ситуацією.
З часом критика фільму пом'якшилася, його рекомендують для перегляду дітям будь-якого віку.

## Сиквел
У травні 2020 року стало відомо, що режисер фільму «Доктор Стрендж» Скотт Дерріксон збирається зняти продовження фільму «Лабіринт». Меггі Левін разом із Дерріксоном напише сценарій до фільму.

## Нагороди
У 1987 році фільм номінувався на премії:
- Saturn Award у номінаціях «Найкращі костюми», «найкращий фантастичний фільм».
- BAFTA — «Найкращі спецефекти».
- Премія Г'юго — «Найкраща постановка».